# Криминална литература
Вижте пояснителната страница за други значения на Криминале.
Криминалната литература (романи, повести, разкази, в разговорната реч познати като криминалѐта) описва художествено разкриването на загадка, поставена пред главното действащо лице в произведението. Най-често става въпрос за убийство, кражба или друго престъпление, чийто извършител героят на творбата – детектив, комисар, обикновен гражданин – има за цел да разкрие. Наред с традиционния роман-загадка (полицейски роман), се развиват и други жанрове – челен роман, трилър. Като елемент от сюжета престъплението, неговото разкриване и възмездието над извършителя присъстват в най-различни творби, които критиката и читателите не възприемат като криминални (напр. Престъпление и наказание на Ф. Достоевски).
За родоначалник на жанра се смята Едгар Алан По, който в разказа си „Убийство на улица Морг“ за първи път поставя разкриването на престъпление във фокуса на качествена литература, далеч от булевардната. Класически криминални текстове са създадени от британците Агата Кристи, Артър Конан Дойл, Гилбърт Кийт Честъртън; американците Реймънд Чандлър, Дашиъл Хамет; французите Морис Льоблан, Жорж Сименон и др.: английската, американската и френската школа в криминалните четива са най-ярките и разпознаваеми в литературата до края на 20 век, макар че се появяват интересни автори с характерен почерк и от Италия (Фрутеро и Лучентини, Андреа Камилери), Испания (Мануел Васкес Монталбан), Австрия (Волф Хаас), Гърция (Петрос Маркарис) и други.
В България жанрът навлиза постепенно, първоначално с преводи и адаптации. През 30-те и 40-те години продуктивни автори на малки книжки, определяни като криминални романи, са Тотю Иванов Тотев, който публикува и под името Джак Оворбаг (анаграма на Габрово), Цанко Луканов (1915 – 1988) с псевдоним Дон Лучио, Яни Стойчев (Доктор Янс) и др. Страшимир Енчев, Стефан Бръшнаров (неизв. – 1966), Спас Икономов (1884 – 1947/8) и Павел Вежинов използват общ псевдоним – Е. Брин.
След края на Втората световна война и национализирането на издателствата десетина години в България практически не се публикуват криминалните романи. Жанрът се завръща с произведения на Павел Вежинов, Богомил Райнов и Андрей Гуляшки, които налагат нови негови разновидности, свързани с т.нар. социалистически реализъм. Сред продуктивните автори от този период е Христо Минчев, сполучливи са опитите в жанра на Хаим Оливер, Стефан Гечев, който се подписва с псевдонима Венцислав Диаватов, Светослав Славчев (автор на поредицата от кратки текстове за инспектор Стрезов) и др.
След падането на Берлинската стена (1989) и ограниченията пред авторите и издателствата, различните жанрове, свързани с престъплението и разследването, изживяват разцвет. На най-голяма популярност се радват „вулгарните“ романи на Христо Калчев. Изявени автори на криминални четива от този период са Донка Петрунова, Фани Цуракова, Людмил Георгиев, Марин Дамянов, Здравка Евтимова и др. Близки до криминалния роман са някои от книгите на Алек Попов, Мария Станкова, Палми Ранчев, Кристин Димитрова и др.